# 今道仙次
今道 仙次（いまみち せんじ、1931年（昭和6年）3月28日 - 2014年（平成26年）3月26日）は、昭和から平成時代の政治家。京都府城陽市長。

## 経歴
京都府久世郡富野荘村（城陽町を経て、現城陽市）出身。生家は農業を営む。1953年（昭和28年）日本大学法学部卒業。
京都府連合青年団団長を経て、1963年（昭和38年）京都府議会議員選挙に立候補し、1967年（昭和42年）から3期務めた。1977年（昭和52年）から城陽市長に5選した。市長在任中は、JR奈良線複線電化促進協議会会長を歴任した。ほか、市政の基本方針として「国際交流の推進」を初めて掲げ、1991年（平成3年）1月の大韓民国の慶山市との姉妹都市盟約締結へ道筋を開いた。
1997年（平成9年）落選した。

## 栄典
勲章等
- 1990年（平成2年） - 藍綬褒章[1]